# Видиборська сільська рада (Черняхівський район)
Видиборська сільська рада — колишня адміністративно-територіальна одиниця та орган місцевого самоврядування у Потіївському і Черняхівському районах, Малинської, Коростенської і Волинської округ, Київської й Житомирської областей УРСР та України з адміністративним центром у с. Видибор.

## Населені пункти
Сільській раді були підпорядковані населені пункти:
- с. Видибор
- с. Ганнопіль
- с. Коростелівка
- с. Свидя

## Населення
Кількість населення сільської ради, станом на 1924 рік, становила 1 375 осіб.
Відповідно до результатів перепису населення СРСР, кількість населення ради, станом на 12 січня 1989 року, становила 1 637 осіб.
Станом на 5 грудня 2001 року, відповідно до перепису населення України, кількість мешканців сільської ради становила 1 354 особи.

## Склад ради
Рада складалась з 16 депутатів та голови.

## Керівний склад сільської ради
| ПІБ                      | Основні відомості                                                 | Дата обрання | Дата звільнення |
| ------------------------ | ----------------------------------------------------------------- | ------------ | --------------- |
| Когут Володимир Іванович | Сільський голова, 1958 року народження, освіта, безпартійний      | 26.03.2006   | 31.10.2010      |
| Ковальчук Ганна Іванівна | Сільський голова, 1970 року народження, освіта вища, позапартійна | 31.10.2010   |                 |

Примітка: таблиця складена за даними джерела

## Історія
Створена 1923 року в складі сіл Видибор, Коростелівка, хутора Максимівка та колонії Видиборська Горбулівської волості Радомисльського повіту Київської губернії. Станом на 2 лютого 1928 року на обліку значиться х. Кирилівка. Станом на 1 жовтня 1941 року хутори Кирилівка, Максимівка та кол. Видиборська не перебувають на обліку населених пунктів.
Станом на 1 вересня 1946 року сільська рада входила до складу Потіївського району Житомирської області, на обліку в раді перебували с. Видибор та х. Коростелівка.
11 серпня 1954 року, відповідно до указу Президії Верховної ради УРСР «Про укрупнення сільських рад по Житомирській області», до складу ради включено с. Свидя ліквідованої Свидянської сільської ради Потіївського району. 5 березня 1959 року, відповідно до рішення Житомирського облвиконкому № 161 «Про ліквідацію та зміну адміністративно-територіального поділу окремих сільських рад області», до складу ради увійшло с. Ганнопіль ліквідованої Ганнопільської сільської ради Черняхівського району.
Станом на 1 січня 1972 року сільська рада входила до складу Черняхівського району Житомирської області, на обліку в раді перебували села Видибор, Ганнопіль, Коростелівка та Свидя.
Виключена з облікових даних 17 липня 2020 року. Територію та населені пункти ради, відповідно до розпорядження Кабінету Міністрів України № 711-р від 12 червня 2020 року «Про визначення адміністративних центрів та затвердження територій територіальних громад Житомирської області», включено до складу Черняхівської селищної територіальної громади Житомирського району Житомирської області.
Входила до складу Потіївського (7.03.1923 р.) та Черняхівського (21.01.1959 р.) районів.